# 3008 Nojiri
3008 Nojiri è un asteroide della fascia principale. Scoperto nel 1938, presenta un'orbita caratterizzata da un semiasse maggiore pari a 3,1687300 UA e da un'eccentricità di 0,1380156, inclinata di 0,79835° rispetto all'eclittica.
L'asteroide è dedicato all'astronomo giapponese Hōei Nojiri.